# Prata di Pordenone
Die Gemeinde Prata di Pordenone liegt in Nordost-Italien in der Region Friaul-Julisch Venetien. Sie liegt südlich von Pordenone und hat 8309 Einwohner (Stand 31. Dezember 2023).
Die Gemeinde umfasst neben dem Hauptort Prata di Pordenone fünf weitere Ortschaften und Weiler: Ghirano, Le Monde, Prata di Sopra, Puja und Villanova. Die Nachbargemeinden sind Brugnera, Mansuè (TV), Pasiano di Pordenone, Porcia, Pordenone und Portobuffolé (TV). 

## Persönlichkeiten
- Giorgia Moll (* 1938 in Prata di Pordenone), Schauspielerin, Sängerin und Fotografin